# Tillandsia walter-richteri
Tillandsia walter-richteri là một loài thuộc chi Tillandsia. Đây là loài đặc hữu của Bolivia.